# Charlie Rich
Pour les articles homonymes, voir Rich.
Charlie Rich, né le 14 décembre 1932 à Forrest City dans l'Arkansas (États-Unis) et mort le 25 juillet 1995 à Hammond (Louisiane), est un musicien de musique country et de jazz américain.

## Biographie
À l'origine, dans les années 1950, Charlie Rich était pianiste de jazz et jouait dans le groupe des Velvetones (en). En 1958, Sam Phillips lui fait enregistrer un premier disque sur le label Phillips International, annexe de Sun Records qui contiendra Whirwind et Philadelphia baby, deux chansons de rock ayant des allures de gospel et possédant un son original pour l'époque.
À la fin de l'année 1959, il enregistre son premier succès, le classique « Lonely weekends » qui sera repris par Wanda Jackson, Ronnie Hawkins et Brian Setzer. Ce morceau sera un hit dans le sud des États-Unis en 1960. Charlie enregistre pour Sam Phillips jusqu'en 1962, composant de nombreux classiques. En 1965, il remporte un second succès avec le titre Mohair Sam enregistré chez Smash. En 1973, il devient une vedette internationale avec une ballade chez Epic, The Most beautiful girl. Ce succès est notamment repris par Claude François sous le titre La plus belle fille du monde. Charlie enregistra  également quelques morceaux dans le répertoire rockabilly comme en 1965 avec le fabuleux « Just A Little Bit Of You »  enregistré à Nashville ou encore « Big Boss Mann » en 1963.
Il meurt le 25 juillet 1995 à l'âge de 62 ans dans un motel de Hammond en Louisiane, étouffé dans son sommeil par un caillot sanguin qui lui a bloqué les poumons.

## Discographie
- Charlie Rich, The Sun Years 1958-1962 (Bear Family Records  BCD 16152 CI ) 3 CD
- Charlie Rock (Bear Family Records BCD 165613 AR)

### Sources
- Michel Rose, Rockabilly fever : hillbilly and rock stars, Dijon (23, rue des Ebasoires, 21100, U.S.A. records productions, 1983, 215 p. (ISBN 2-904683-00-3 et 9782904683008, OCLC 461872771)
- (en) Joel Whitburn, The Billboard book of top 40 country hits, New York, Billboard Books, 2006, 2e éd., 569 p. (ISBN 978-0-8230-8291-9, OCLC 72847469)